# فرانسيسكو جيرالديس
فرانسيسكو جيرالديس (بالبرتغالية: Francisco Geraldes) (18 أبريل 1995 بلشبونة في البرتغال - ) هو لاعب كرة قدم برتغالي في مركز الوسط. شارك مع منتخب البرتغال تحت 18 سنة لكرة القدم ومنتخب البرتغال تحت 20 سنة لكرة القدم. أما مع النوادي، فقد لعب مع سبورتينغ لشبونة ب وسبورتينغ لشبونة ونادي بني ياس الإماراتي.

## روابط خارجية
- فرانسيسكو جيرالديس على موقع قاعدة بيانات كرة القدم.إي يو (الإنجليزية)
- فرانسيسكو جيرالديس على موقع Soccerway.com (الإنجليزية)
- فرانسيسكو جيرالديس على موقع عالم كرة القدم.نت (الإنجليزية)
- فرانسيسكو جيرالديس على موقع AS.com (الإسبانية)